# Tibets historie
Tibets historie går tilbage til 600-tallet, og landet oplevede sin storhedstid med det tibetanske imperium mellem ca 600 og 842. Buddismen indførtes i flere omgange mellem 600- og 1100-tallet og har siden præget landets kultur og ledelsesform. Fra og med anden del af 1200-tallet har Tibet været styret af ulige teokratier, som ofte søgte støtte hos landets mægtige naboer. Under 1700-tallet blev Tibet formelt et protektorat under Qing-dynastiet, men landet erklærede sig selvstændigt i 1913. I 1950 blev Tibet besat af Folkerepublikken Kina, og i 1959 gik landets religiøse leder Dalai Lama i eksil efter et mislykket oprør. Siden da har regionens politiske status været et omstridt spørgsmål, idet adskillige lande har modtaget Dalai Lama som åndelig leder for det tibetanske folk. Adskillige organisationer virker rundt om i verden for at støtte Tibets ret til selvstændighed.

## Tidlig historie
Tibets tidlige historie er uklar på grund af mangel på skriftlige kilder, men formentlig opstod den tibetanske civilisation i Yarlung-dalen (det nuværende Lhoka-præfektur) og forud for buddhismens indførelse udøvede tibetanerne den shamanistiske religion Bön. I kinesiske kilder forekommer henvisninger til et kongedømme, som kaldtes Tubo og var beliggende i det nuværende Tibet.
Ifølge en tradition opstod det tibetanske folk, da en trold og en himmelsk abe forenedes i et ægteskab ved bjerget Gangpo Ri nær nutidens Tsetang. Parret fik seks børn, der gav ophav til det tibetanske folks seks stammer. Ifølge en anden myte skal Nyentri Tsenpo være steget ned fra himmelen i Yarlung-dalen og være blevet anerkendt af befolkningen som den første konge af Yarlung-dynastiet, som siden regerede Tibet frem til 842.

## Tibets samling og buddhismens indførelse
I 600-tallet forenedes Tibet for første gang under kong Songtsän Gampo, som grundlagde det tibetanske imperium og førte et antal fremgangsrige krige mod Tibets naboer. For at befæste en fredsaftale med Tang-dynastiets Kina krævede Songtsän Gampo, at Tang-hoffet skulle lade ham gifte sig med en kinesisk prinsesse, og omkring år 640 giftede sig han sig da også med Prinsesse Wencheng. Både Wen Cheng og kongens anden hustru Bhrikuti Devi, som stammede fra det senere Nepal, var begge buddhister og bragte troen med sig til Tibet.
Under kong Thrisong Detsen grundlagdes det første kloster Samye omkring år 775 og indledte derved en intensiv periode med oversættelser af buddhistiske skrifter til tibetansk, hvilket gav ophav til den ældste skole inden for den tibetanske buddhisme, Nyingma. Denne periode betegnes ofte som den "første spredning" af buddhismen i Tibet.
Det tibetanske imperium udstraktes efterhånden til hele det område, som i dag udgør Gansu, samt dele af Sichuan og Yunnan. Man tvang også Tang-dynastiet til at betale tribut til Tibet, og da denne udeblev år 763, plyndrede tibetanerne hovedstaden Chang'an, mens den kinesiske kejser måtte flygte.

## Det første imperiums sammenbrud og buddhismens "anden spredning"
Fremgangen for den tibetanske buddhisme blev brudt under kong Langdarma (regerede 838-841), som forfulgte buddhismen og i stedet støttede den traditionelle bön-religion. Kort efter Langdarmas død faldt det tibetanske imperium sammen, og landets naboer begyndte at genvinde de områder, som de tidligere havde mistet til Tibet. I 1000-årene indledtes et politiskt sammenbrud, og Tibet blev opdelt mellem forskellige klanstyrede klosternetværk.
1000-tallet bragte tillige en renæssance for buddhismen – buddhismens "anden spredning" – under indflydelse næsten udelukkende fra Indien. Under denne etableredes buddhismen i hele Tibet. Fra Bengalen i Indien til Tibet kom i 1024 blandt andre Atisha, som er den, som først og fremmest blev forbundet med kadam-lærens opkomst. Lige som andre mahayana-lærere lagde han stor vægt på, at læren skulle overbringes direkte fra mester til elev. Flere tibetanere studerede tantrisk yogis i Indien og bragte tekster og yogalærebøger med hjem til Tibet. Flere skoler med magiske og mystiske indslag opstod under udveksling med Indien, heraf var den mest betydningsfulde Kagyü-skolen.

## Teokratiets fremvækst
Sakya-skolen havde en stor betydning under Yuan-dynastiet, da Kublai Khan udpegede Sakya-abboten Drogön Chögyal Phagpa til vicekonge over Tibet. Hans efterfølgere styrede derefter Tibet i de 75 år, som dynastiet varede, og dette indebar begyndelsen til fremvæksten af et teokratisk styre i Tibet. Efter mongolvældets fald i 1368 mistede Sakya sin magtposition i Tibet, men selve den sekulære og religiøse magt fortsatte med at være sammenflettede i Tibet, hvilket sædvanligvis betegnes chösi zungdrel på tibetansk.
Under Ming-dynastiet udøvede Kina ingen overhøjhed over Tibet. Ming-kejserne gav forskellige kejserlige titler til de tibetanske herskere og lamaer, i særdeleshed fra Karma-Kagyü-skolen, men kejserhoffet udøvede ingen suverænitet over Tibets indre eller ydre politik. Eksempelvis udnævnte Yongle-kejseren den femte Karmapa til "kejserlig lærer" (guoshi 國師) 1406. Denne støtte ophørte dog under Jiajing-kejserens regering, da mongolerne begyndte at dominere Amdo-regionen, og den mongolske fyrste Altan Khan begyndte at angribe den kinesiske grænse.
I 1400-tallet grundlagde religionsreformatoren Tsongkhapa den strenge Gelug-skole inden for den tibetanske buddhisme, hvilket voksede til at blive den dominerende skole i Tibet og fortrængte Karna-Kagyü. Under tiden frem til 1400-tallet havde Lhasas prominens vokset efter at tre store gelugpa-klostre var blevet bygget der: Sera-klosteret, Drepung-klosteret og Ganden-klosteret. Den religiøse indretnings videnskabelige fremskridt og politiske kundskab bidrog til atter at gøre Lhasa til en vigtig by. I 1500-tallet grundlagdes Dalai Lama-traditionen, da Sonam Gyatso overbeviste Altan Khan til at gå over til gelug-skolen.
Den femte Dalai Lama, Lobsang Gyatso, erobrede Tibet 1640 og flyttede sit administrative center fra Trashilhünpo til Lhasa, da dette var blevet Tibets religiøse og politiske centrum, og 1645 begyndte opførelsen af Potalapaladset. En ny magtfaktor opstod i Tibets nærområde 1644, da Qing-dynastiet erobrede det egentlige Kina og 1653 besøgte Dalai Lama Peking for at møde Shunzhi-kejseren personligt.

## Tibet under Qing-vældet
1717 invaderede de vestmongolske dzungarer Tibet og myrdede en prætendent på Dalai Lamas trone, som da hidtil havde hersket i Lhasa. Dette ledte til, at Kangxi-kejseren startede en militærekspedition mod dzungarerne, som dog mislykkedes. Først 1720 kunne Qing-imperiet fordrive dzungarerne, og Kelzang Gyatso kunne nu bestige tronen i Potalapaladset som den syvende Dalai Lama.
1727 erklærede Kangxi-kejseren Tibet for et protektorat under Qing-imperiet og installerede to statholdere (amban), som ledte de udenlandske og militære anliggender, mens ledelsen af civile og religiøse spørgsmål blev overladt den tibetanske regering. Dele af Kham annekteredes og blev indlemmet i Sichuan-provinsen samtidig med, at Amdo blev styret som et specielt protektorat under en kejserlig statholder i Xining.
Under Qing-dynastiet var Tibet længe afspærret for udlændinge, som regelmæssigt udvistes af landet. Blandt de, som havde held til at komme ind i landet, var den katolske missionær Évariste Régis Huc, som opholdt sig der i 1846 sammen med en missionærkollega.
1903–1904 invaderedes Tibet af en britisk ekspedition ledet af Francis Younghusband med 3.000 soldater og 7.000 bærere (sherpaer), som nåede Lhasa efter hårde kampe. Fra britisk side hævdedes det, at et af motiverne til ekspeditionen var at komme Rusland i forkøbet, der blev påstået at ville annektere Tibet. Da ekspeditionen nåede Lhasa, var den trettende Dalai Lama allerede flygtet til Mongoliet. Den britiske ekspedition blev tvunget til tilbagetog i september 1904 inden den forestående vinter. Qing-hoffet i Peking nægtede imidlertid at acceptere en for briterne yderst fordelagtig aftale, der skulle give briterne ret til kontrol over telegraf- og mineralrettigheder med mere, som briterne med våbentrusler havde tiltvunget sig i Lhasa.
I en aftale mellem Kina og Storbritannien 1906 lovede Storbritannien ikke at annektere tibetansk territorium eller blande sig i administrationen af Tibet. Dermed anerkendte Storbritannien også, at den aftale, som var blevet undertegnet i Lhasa i 1904, ikke var gyldig. Det følgende år anerkendte Storbritannien Kinas overhøjhed (suzerain rights) i Tibet i en aftale med Rusland.
Xinhai-revolutionen 1911–12 tvang enkekejserinden Longyu til at afstå regeringsmagten i sin mindreårige søns navn, den 8-årige kejser Puyi, og Republikken Kina dannedes. Den nye regering under Yuan Shi-kai hævdede, at Republikken Kina havde overtaget den afsatte kejsers og hans regerings overhøjhed i Tibet, men på grund af Kinas indre splittelse kunne Peking ikke mere udøve nogen politisk magt i Tibet, og landet blev i praksis atter selvstændigt i 1913.

## Det selvstændige Tibet 1913–1951
Tibet var i perioden 1912–1951 et frit og selvstændigt land. I 1913–1914 blev indgået en aftale mellem Republikken Kina, Tibet og Storbritannien i den indiske by Simla, som dog aldrig ratificeredes af Kina. En gensidig anerkendelse mellem Mongoliet, som ligeledes havde skaffet sig selvstændighed, og Tibet undertegnedes ved en aftale i 1913.
Fra slutningen af 1800-tallet frem til 1935 ledte den svenske opdagelsesrejsende Sven Hedin flere årslange ekspeditioner i Tibet. Det resulterede blandt andet i kort over store dele af Tibet, flere bøger og et stort antal bind fyldte med videnskabelig dokumentation.
1940 tilsattes den fjortende reinkarnation af Dalai Lama, da han var blot fire år gammel. 2. verdenskrig og Den kinesiske borgerkrig bidrog til, at Tibet var isoleret i 1930- og 1940-erne. Landet blev ikke medlem af Folkeforbundet men foretrak at støtte sig til bilaterale aftaler med hvert enkelt land. Vesterlændinge var i lang tid forbudt at besøge Lhasa.
I juni 1950 ledte udviklingen til, at en repræsentant for den britiske regering måtte svare på et spørgsmål i underhuset om hvorledes, den britiske regering så på Tibets status. Svaret blev, at den britiske regering "altid havde været beredt at anerkende Kinas overhøjhed i Tibet under forudsætning af, at Tibet betragtedes som autonomt" 
I en rapport publiceret 1960 af The International Commission of Jurists var konklusionen, at Tibet 1913–1950 havde en alment accepteret status som en selvstændig stat i henhold til international ret. Den indflydelse, som Kina havde haft i Tibet, betragtede kommissionen nærmest som rent symbolsk.

## Tibet under Folkerepublikken Kina

### De første år
Den 7. oktober 1950 omringede tropper fra "Folkets befrielsesarmé" Tibet for at okkupere regionen til fordel for den da nyoprettede "folkerepublik" Kina. Den tibetanske regering forsøgte forgæves at bede FN om intervention, men da dette mislykkedes, sendte Dalai Lama en delegation til Peking, som ledtes af Ngabö Ngawang Jigme og bestod af Dzasak Khemey Sonam Wangdi, Khentrung Thuptan, Tenthar, Khenchung Thuptan Lekmuun Rimshi og Samposey Tenzin Thondup. Den kinesiske delegation bestod af Li Weihan, Zhang Jingwu, Zhang Guohua og Sun Zhiyuan. De to delegationer underskrev en overenskomst i sytten punkter den 23. maj 1951, der gav Tibet vidtgående indre autonomi inden for Folkerepublikken Kina.
De første år gik ganske roligt, og Dalai Lama opretholdt gode forbindelser med Kinas centralregering og Mao Zedong, men 1955-1959 forværredes relationerne betydeligt. Kollektiviseringen af jordbruget i det øvrige Kina ramte de tibetanske minoriteter i Sichuan, Gansu og Qinghai hårdt. "Det store spring fremad" forringede situationen yderligere og flygtninge fra disse områder strømmede ind i Tibet og destabiliserede regionen. Relationerne mellem den lokale tibetanske regering og de kinesiske myndigheder forværredes dermed afgørende. Selv USA begyndte at blande sig i Tibets forhold og hjalp CIA til at udruste tibetanske oprørere, hvilket kølnede relationerne mellem USA og Kina yderligere.

### Oprøret 1959
I marts 1959 spredtes et rygte i Lhasa om, at kineserne havde planlagt at kidnappe Dalai Lama. Tibetanerne forsøgte at beskytte Dalai Lama ved i flere dage at okkupere Norbulingka, Dalai Lamas sommerpalads, der dengang lå lige uden for Lhasas centrum. De vilde protester uden for Norbulinka ledte til, at samarbejdet mellem Dalai Lama og okkupationsmagten faldt sammen. Dalai Lama flygtede fra Lhasa til fods om natten den 10. marts 1959. Han tog til Indien og oprettede i Dharamsala, den centrale tibetanske administration og et eksilsamfund. Ifølge den kinesiske regering var oprørets i 1959 iværksat de tidligere store jordejere i Tibet, som havde mistet jord og magt. Nogle dage efter flugten begyndte kampe mellem kommunisterne og tibetanerne, hvilket resulterede i, at 10.000–15.000 tibetanere døde. Dalai Lama begyndte fra Indien at arbejde for at genvinde et selvstændigt Tibet. Panchen Lama forblev i Kina men blev fængslet efter at have skrevet et protestbrev til den kinesiske regering. I 1965 omdannedes Tibet til en "autonom region" i Folkerepublikken Kina.

### Kulturrevolutionen
I august 1966 brød kulturrevolutionen ud i Kina og Røde garde oprettedes også i Tibet, hvor der snart dannedes forskellige lokale fraktioner. "Rebellerne" organiserede sig i en fraktion, som kaldtes "Gyenlog" efter det tibetanske ord for "revolte" (གྱེན་ལོག་; wylie: gyen-log), mens repræsentanter fra den lokale partielite skabte "Nyamdrel"-fraktionen efter det tibetanske ord for "alliance" (མཉམ་སྦྲེལ་; wylie: mnyam-sbrel). Gyenlog fik støtte af den regionale øverstbefalende for den fjerde feltarmé, Zeng Yongya, som havde stærke bånd til Lin Biao, mens Nyamdrel fik støtte fra Ren Rong, som var politisk kommissær i regionen. Han-kinesere og tibetanere fandtes repræsenterede i begge fraktioner, men hankineserne havde monopol på alle ledende stillinger.
Hårde stridigheder brød ud mellem de to fraktioner, som begge hævdede at repræsentere Mao Zedong, og omkring 1968 rådede der i praksis borgerkrig i Tibet, og den regionale partiafdeling var ophørt at fungere. 1968 fremstod Zeng Yongya som midlertidig sejrherre i magtkampen og udråbte sig til formand for den revolutionære komité i Tibet, som nu havde afløst både den civile regering og kommunistpartiet. Stridigheder mellem de to fraktioner fortsatte dog, hvilket blandt andet gav ophav til en blodig hændelse i Nyemo i juni 1969, da tilhængere af Gyenlog-fraktionen slagtede virkelige og formodede tilhængere af Nyamdrel under religiøse former. I forlængelse af Lin Biaos svækkede stilling afsattes Zeng af sin rival Ren Rong, som nu blev udnævnt både til partisekretær i det genoprettede regionale kommunistparti og til formand i den autonome region. Ren havde endog held til at beholde sin stilling efter Maos død 1976, hvilket bidrog til at forsinke reformpolitikens indførelse i Tibet med flere år.
Under hele kulturrevolutionen udsattes den tibetanske kultur for ødelæggelse, og under årene 1966-1976 skal mere end 6.000 klostre være ødelagt i Tibet. Et stort antal sekulære og religiøse ledere udsattes for thamzing (འཐབ་འཛིང་; wylie: ʼthab-ʼdzing), en slags politiske kampsessioner som undertiden udartede i voldsomheder. En anden konsekvens af kulturrevolutionen i Tibet var, at en gruppe politisk radikale etnisk tibetanske partikadrer, som Ragdi og Pasang, fik held til at skabe sig en relativ magtstilling under kulturrevolution. Til forskel fra mange andre grupper, som tjente på kulturrevolutionen, lykkedes det disse kadrer at beholde deres stilling i partiapparatet efter Firebandens fald, og de fremstod siden som en vigtig opposition mod reformpolitikken.

### Tibet under reformårene
I 1976 døde Mao Zedong, og undertrykkelsen af den tibetanske kultur lindredes. I 1980-erne lovede den nye leder Hu Yaobang, at samtlige lamaer i eksil skulle kunne vende tilbage til Tibet, hvorpå Dalai Lama sendte en gruppe til Tibet, som blev modtaget entusiastisk af lokalbefolkningen. Panchen Lama blev frigivet fra fængslet, og 1980 fik Tibet øget religionsfrihed. I maj 1984 skete dog en kursændring, og partisekretæren Yin Fatang erklærede, at Dalai Lamas eventuelle tilbagekomst ikke var ønsket, så længe denne ikke "medgav sine fejltagelser".
I årene 1984-85 øgedes den han-kinesiske indvandring til Tibet markant, efter at den kinesiske regering var slået ind på den "åbne dørs" politik. Den 27. september 1987 gik munke og nonner ud i åben protest mod regeringen i Peking, og flere åbne protester fulgte de nærmeste år, hvilket atter vakte omverdenens interesse for regionen. Opløbene ledte til, at den daværende partisekretær Wu Jinghua afskedigedes og erstattedes med den mere hårdhændede Hu Jintao, som indførte undtagelsestilstand, da nye uroligheder brød ud efter Panchen Lama pludselige død i januar 1989. 1989 fik også Dalai Lama tildelt Nobels fredspris for sine tiltag for en ikke-voldelig løsning på Tibet-konflikten, men de tibetansk-kinesiske led et hårdt tilbageslag, da den tiende Panchen Lama døde samme år.
1995 anerkendte Dalai Lama en 6-årig dreng som den nye Panchen Lama, kort efter fængsledes drengen og hans familie et ukendt sted. Samtidigt anerkendte den kinesiske regering en anden dreng som ny Panchen Lama.
2006 åbnedes Qingzang-jernbanen mellem Golmud og Lhasa, hvilket skabte bedre kommunikation mellem Tibet og Kina. 2007 fik Dalai Lama USA's højeste udmærkelse, hvilket Kinas regering protesterede imod.

### Vurdering af det kinesiske styre
Okkupationen af Tibet har kostet hundrede tusinder af tibetanere deres liv. Antallet af ofre i Tibet er svære at bedømme. Den tibetanske eksilregering angav 1984 1.200.000 døde, det vil sige 25 % af landets befolkning, hvilket kan være overvurderet. På den anden side viser de officielle folketællinger fra 1953 og 1964, at folkemængden mindskedes fra 2,8 til 2,4 millioner.
Tibetspørgsmålet og støtten til eksilregeringen og tibetanske befrielsesorganisationer ansås af CIA at indgå i den antikommunistiske virksomhed. På grund af Tibets geografiske isolering og at Tibet-spørgsmålet blev en del af den kolde krig, findes der på mange områder mange helt modstridende oplysninger om hvad, som egentlig skete i Tibet i 1950-erne. Antagelig sendte CIA frem til Nixons besøg i Kina i begyndelsen af 1970'erne systematisk agenter ind for at støtte en tibetansk modstand mod kommunismen.
Dalai Lama selv stiller sig nu udenfor den politiske skala: ”I'm not anti-communist or anti-Chinese, I want to develop peaceful relations with the Chinese. We should get over the unpleasant past.”, men har lovet på den tibetanske eksilregeringens hjemmeside aldrig at blive genfødt på et territorium kontrolleret af Folkerepublikken Kina.
Den kinesiske regerings kontrol over regionen ses af tibetanerne som sammenvævet med krænkelser af de menneskelige og demokratiske rettigheder og følges internationalt. Racistisk diskriminering af tibetanere behandledes ved FN's Verdenskonference mod racisme 2001. Amnesty International har kontinuerlig overvågning af situationen i landet. For eksempel i årsrapporten fra 2005 angiver organisationen, at der i den autonome region Tibet under Kinas styre er fængslet over 100 personer, som Amnesty kvalificerer som samvittighedsfanger. Også Human Rights Watch følger regelmæssigt med og rapporterer om situationen i Tibet med overgrebene mod den tibetanske befolkning. Årsrapporten fra 2006 omtaler situationen i Tibet.